# Mechtchériens

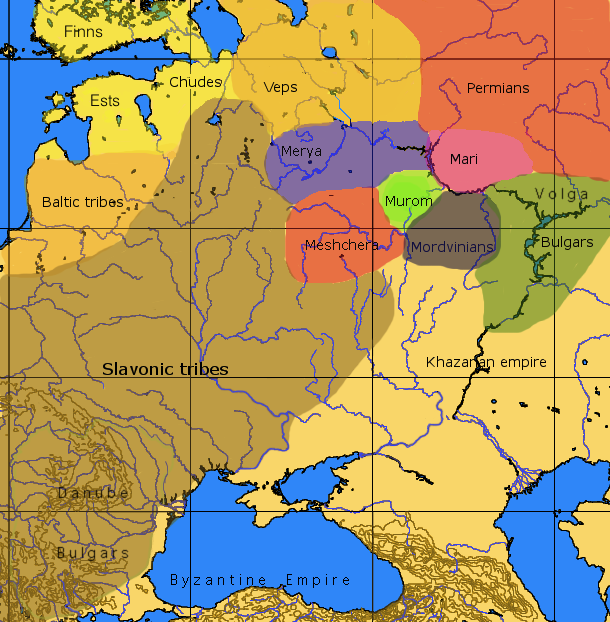
Carte des langues parlées sur le territoire de l'actuelle Russie vers l'an mil.

Les Mechtchériens (russe : меще́ра, мещёра) forment un groupe ethnique de langue finno-ougrienne du bassin de l'Oka et de la Haute-Volga, dans la plaine de Mechtchera en Russie,.

## Description
Les Mechtchériens sont évoqués dans les chroniques russes du voyage guerrier d'Ivan le Terrible à Kazan.

La plupart des Mechtchériens sont russifiés au XVIe siècle.

Les Mechtchériens appartiennent au Khanat de Kazan aux XVe et XVIe siècles et ils se fondent avec les Tatars.
Assimilés par les Russes et aujourd'hui disparus, ils partagent un destin proche des Mouromiens et des Mériens, s'inscrivant dans une mosaïque de peuples : Permiens et Vepses (au nord), Maris et Mordves (à l'est), Tatars (au sud). Le peuple subit la pression colonisatrice des Russes accélérée par le déclin de la Rus' de Kiev.